# Polyklorerade bifenyler

Strukturformel för polyklorerade bifenyler.

Polyklorerade bifenyler (PCB) är en grupp miljö- och hälsoskadliga industrikemikalier som syntetiserades för första gången på 1880-talet och som mellan 1935 och 1977 tillverkades av det multinationella kemi- läkemedels- och jordbruksföretaget Monsanto. De räknas till gruppen långlivade organiska föroreningar. Kemiskt består PCB-föreningar av två aromatiska ringar som kan ha 1 till 10 kloratomer kopplade till sig. Giftighet/toxicitet beror på placeringen av klor, inte antalet klor. PCB-föreningar är fettlösliga vilket innebär att de anrikas i kroppens fettvävnad.
I elektricitetens barndom använde man brandfarlig olja som isolator  i  kondensatorer och transformatorer. År 1929 lanserades PCB som ett brandsäkert alternativ till oljan. Man märkte dock snabbt att personer som handskades med PCB fick klorakne-blåsor, vanligtvis i ansiktet, som lämnade djupa ärr. Stora mängder PCB riskerar att ge leverskador som i värsta fall kan vara ett förstadium till cancer.
Trots detta fortsatte användningen av PCB i flera decennier. I Sverige infördes PCB-förbud i två omgångar: År 1973 förbjöd man användning av PCB i annat än slutna system, och år 1978 förbjöd man all nyanvändning helt. Ämnet finns dock fortfarande kvar i miljön på grund av sin långa nedbrytningstid. Det finns risk att byggnader uppförda eller ombyggda under perioden 1956-1973 har mjukfogar eller halkskyddad golvmassa som innehåller PCB. Verifiering av PCB-förekomst sker genom att provbitar av material tas ut och sänds för kemisk analys, resultat av analysen kan normalt erhållas efter 10 arbetsdagar. Byggnader som konstaterats innehålla PCB behöver saneras, och PCB-haltiga fogmassor och byggvaror skall lämnas som farligt avfall. PCB betraktas idag som cancerframkallande. Metaboliter till PCB liknar molekylärt sköldkörtelhormonet tyroxin, vilket gör att dessa metaboliter binder till de transportproteiner som i normala fall transporterar tyroxin vilket leder till hypotyreos.
Personer med höga halter av PCB har upp till 8 gånger ökad risk att insjukna i diabetes mellan 70-75 års ålder. Dessutom har man kraftigt ökad risk för att dö, särskilt ökad risk har de individer som är förgiftade av PCB:er med många kloratomer.
Forskare har genom visuella test med spädbarn (som bär på höga halter PCB) funnit att korttidsminnet hos dem försämrats. Detta genom att utvecklandet av barnets nervceller påverkats av PCB under graviditeten. Forskare kom fram till att personer som föder många barn får mindre halter av PCB i kroppen, då barnet tar över halterna. En vuxen person som utsätts för höga halter PCB kan få fysiska skador (se ovan), medan ett barn som föds av en person med höga halter PCB däremot kan få psykiska skador. Således drabbar PCB i hög grad avkomman.  
I naturen har man upptäckt att djur med hög PCB-halt har ändrat grundläggande beteenden. Detta har medfört att djurbestånd har försvunnit från vissa områden.